# کریس اوهار
کریس اوهار (انگلیسی: Chris O'Hare؛ زادهٔ ۲۳ نوامبر ۱۹۹۰) دونده دو نیمه‌استقامت اهل بریتانیا است.